# 李時震
李时震，字恂庵，江南山阳人，清朝政治人物、同進士出身。

## 生平
順治十八年（1661年），登辛丑科進士，授內閣中書，有《去来昑诗集》。